# LSWR G6 class
LSWR G6 class — тип маневрового танк-паровоза с осевой формулой 0-3-0, разработанный Уильямом Адамсом для Лондонской и Юго-Западной железной дороги.

## Предпосылки
Конец XIX века ознаменовался для LSWR частыми кризисами тяговой силы, вызванными тем, что железнодорожные перевозки постоянно росли, но компания владела устаревшим парком паровозов. В 1893 году главный инженер тяги Уильям Адамс получил от руководства компании задание устранить эти недостатки. В числе прочего требовался новый тип маневрового локомотива в помощь паровозам 0-3-0 образца 1881 года Beyer, Peacock and Company.

## Постройка
Адамс предложил 0-3-0 вариант пассажирского паровоза LSWR O2 class, единственный свой паровоз с такой осевой формулой. Трёхосный компактный паровоз с короткой базой и небольшими колёсами хорошо подходил для кривых малого радиуса и больших усилий, присущих маневровой работе. Строительством первой серии из 10 паровозов в 1893 году занялся собственный завод компании у у Девяти Вязов.
В 1896 году построено ещё 4 паровоза этого типа взамен LSWR B4 class маневровых 0-2-0, которые стали недостаточно мощны для Саутгемптонских доков. Вскоре после этого Адамс вышел в отставку. Новый главный инженер тяги Дугалд Драммонд в 1897-98 годах заказал следующую партию из 10 паровозов, потому что тип произвёл на него очень хорошее впечатление. Последняя партия изготовлена в 1900 году. Эти две партии, правда, отличались от предшествующих, потому что для них взяли старые котлы от LSWR 0298 class и других списанных, но ещё годных паровозов. 
Тип претерпел мало изменений, за исключением установки драммондовской дымовой трубы и вакуумных тормозов.
| Заказ | Год  | Количество | Номера                  |
| ----- | ---- | ---------- | ----------------------- |
| G6    | 1894 | 10         | 257—266                 |
| C7    | 1896 | 4          | 267—270                 |
| X7    | 1897 | 5          | 271—275                 |
| D9    | 1898 | 5          | 237—240, 279            |
| M9    | 1900 | 5          | 160, 162, 276—278       |
| R9    | 1900 | 5          | 348, 349, 351, 353, 354 |

## Окраска и нумерация
На LSWR тип G6 был окрашен сначала в тёмно-зелёную (падуб) товарную ливрею с чёрными и светло-зелёными каёмками. Надпись LSW и номер были нанесены на водяных танках и бортах кабины соответственно  золотистой краской.
После национализации паровозы некоторое время сохранили старую окраску Southern Railway, но по мере прохождения ремонта их перекрашивали в чёрную товарную ливрею British Railways без полосок. Эту перекраску прошли только 10 паровозов, потому что остальные были списаны в старой окраске. Номер по-прежнему наносили на бортах кабины, а эмблему BR — на водяных баках.
Поскольку нумерация паровозов на LSWR присваивалась по мере поступления, тип получил несколько разрозненных последовательностей номеров и в подсерии BR 30xxx. BR унаследовали 32 паровоза: 30160, 30162, 30257—30279, 30348, 30349. После списания в 1951 году в чёрную ливрею были перекрашены только 30160, 30162, 30237, 30258, 30260, 30266, 30270, 30274, 30279 и 30349.

## Работа
G6 Class был узкоспециализированным и практически не покидал сети LSWR даже после укрупнения британских железнодорожных компаний в 1923 году. Единственный пример — передача одного паровоза в Рединг в 1941 году, где у Great Western Railway образовался дефицит маневровых паровозов. Затем в ходе войны туда передали ещё один такой паровоз.
Тип оказалася удачным для своего назначения и был любим машинистами. С пассажирскими поездами эти паровозы не работали, только изредка их прицепляли дополнительным локомотивом на подъём от станции Эксетер-сент-Дэвидс к Эксетер Центральная, пока в 1933 году эта задача не была поручена паровозам SR E1/R class.
После национализации британских железных дорог два паровоза оказались в Мелдонской каменоломне в Девоне, сначала № 30272 в июне 1950 года, который получил номер DS 3152, а после его списания в 1960 году — № 30238 под номером DS 682.

## Списание
Первым, в августе 1948 года, был списан № 348, к концу 1951 года было списано ещё 22 паровоза. Последним в возрасте 64 лет был списан № 30238. Ни один паровоз не сохранился.
| Год  | На начало года | Списано | Номера                                     | Примечания      |
| ---- | -------------- | ------- | ------------------------------------------ | --------------- |
| 1948 | 34             | 6       | 239/261/271/278-279/358                    |                 |
| 1949 | 28             | 14      | 30237/40/57/62-65/67/69/73/75-76, 30351/54 |                 |
| 1950 | 14             | 3       | 30259/68/72                                | 30272 → DS 3152 |
| 1951 | 11             | 1       | 30353                                      |                 |
| 1958 | 10             | 2       | 30162, 30260                               |                 |
| 1959 | 8              | 2       | 30160, 30270                               |                 |
| 1960 | 6              | 3       | 30238/66/72                                | 30238 → DS 682  |
| 1961 | 3              | 3       | 30258/77, 30349                            |                 |
| 1962 | 0              | 0       | 238 списан как DS 682                      |                 |